# Herdwangen-Schönach
Herdwangen-Schönach là một thị xã thuộc huyện Sigmaringen, bang Baden-Württemberg, Đức. Nơi đây nằm trên vùng Linzgau, cách Bodensee 15 km về phía bắc.